# Raya Kagan
Pour les articles homonymes, voir Kagan.
Raya Kagan Rapoport ou Raissa Kagan, née le 15 mai 1910 à Kharkov et morte en août 1997 à Holon, est une survivante de la Shoah.

## Biographie
Elle est née le 15 mai 1910 à Kharkiv en Ukraine. Elle est la fille de Matitjahu Rapoport, né en 1879 à Kharkiv, en Ukraine et assassiné par les nazis le 8 juillet 1941, à Vilnius, en Lituanie et de Anna Rapoport (Erkes) née en 1894 à Ovrutch, en Ukraine et morte le 24 octobre 1960. Elle a une sœur Emilia (Milah) Bloch (Rapoport), née en 1913 à Kharkiv, en Ukraine et morte le 10 septembre 1973 à Kfar Saba en Israël.
En 1917 la famille fuit Kharkov et la révolution d'Octobre pour aller s'installer à Vilnius. Là Raïssa Kagan entreprend des études universitaires et les termine en obtenant un diplôme d'Histoire, avec une thèse portant sur les cultes chrétiens pour laquelle elle s'est isolée dans un monastère durant un an afin étudier des manuscrits anciens. Après son divorce d'avec Yakov Kagan, elle se rend en 1938 pour un voyage d'étude à Paris sur l'idée de ses parents, où forte de son don pour les langues étrangères (elle parlait déjà le polonais, le russe, l'allemand, le yiddish et l'anglais) elle apprend rapidement le français.
Après l'occupation de Paris par les Allemands en juin 1940 elle rejoint la Résistance. Son père est assassiné à Vilnius peu de temps après l'occupation de la ville par les troupes nazies le 23 juin 1941.

## La déportation
Dénoncée par une personne de son réseau, elle est arrêtée le 27 avril 1942 et transférée au camp de Drancy. Le 22 juin 1942, elle embarque avec 1 000 personnes pour Auschwitz, dans le Convoi n°3. Sa dernière adresse était au 54 rue Monge dans le 5e arrondissement de Paris.
Elle est déportée à Auschwitz où elle travaille à l'état civil du camp.
Elle y reste jusqu'au 18 janvier 1945. Elle participe à la marche de la mort qui suit l'évacuation du camp et est envoyée au camp de Ravensbrück.

## Après la guerre
Elle se rend en Pologne pour ramener en Israël sa mère qui miraculeusement survécut à l'Holocauste. En 1947 elle publie ses mémoires de déportée. À partir de 1960, elle travailla au ministère des affaires étrangères à Jérusalem où elle dirigea le bureau des affaires religieuses.
Elle témoigne au procès d'Adolf Eichmann en 1961.
En 1964 elle témoigna également à Francfort au cours du second procès d'Auschwitz.

## Fin de vie
Au cours des 14 dernières années de sa vie elle perdit, en raison de problèmes de santé en partie liés à son expérience de déportée, l'usage de la parole.
Elle est décédée en août 1997 à Holon en Israël.

## Œuvre littéraire
- 1947 - Hell's office women (Nashim be-lishkat ha-gehinom), Éditions Merḥavyah